# Sammlung Goetz
La Sammlung Goetz (in italiano collezione Goetz) è una collezione privata di arte contemporanea attualmente esposta a Monaco di Baviera. La raccolto di opere, che è stata creata dall'ex gallerista Ingvild Goetz, è ospitata in un edificio progettato dallo studio di architettura svizzero Herzog & de Meuron nel 1993.

## Descrizione dell'opera
La Sammlung Goetz rappresenta una fase iniziale, dello studio architettonico, caratterizzata da un rigoroso minimalismo. L'edificio si configura come un volume puro e geometrico, un parallelepipedo regolare la cui facciata è definita dalla ripetizione di pannelli rettangolari prefabbricati in calcestruzzo chiaro, alternati a superfici vetrate. In questo progetto, il calcestruzzo non è impiegato unicamente per la sua intrinseca funzione strutturale, ma diviene protagonista per le sue qualità intrinseche: la texture della superficie, la tonalità cromatica neutra e la sua capacità di definire volumi nitidi e precisi. All'interno, la scelta di lasciare il calcestruzzo faccia a vista contribuisce in maniera determinante alla creazione di un ambiente espositivo neutro, sobrio e silente, concepito per non distrarre l'osservatore dalle opere d'arte contemporanea esposte, che richiedono uno sfondo il più possibile minimale per risaltare in tutta la loro espressività. Un aspetto particolarmente significativo è la cura maniacale nella lavorazione del materiale, ottenuta attraverso l'impiego di casseforme appositamente progettate per garantire superfici di elevatissima qualità, prive di imperfezioni. Questa apparente freddezza materica del calcestruzzo viene bilanciata dall'introduzione di elementi caldi e naturali come il legno, utilizzato per i pavimenti e per alcuni dettagli costruttivi, creando un dialogo tra la rigidità minerale e la morbidezza organica, tra temperature percettive differenti che arricchiscono l'esperienza spaziale.

## Casseforme e Mix Design
La qualità superficiale del calcestruzzo nella Sammlung Goetz è un tratto distintivo dell'edificio. Per ottenere tale perfezione, gli architetti hanno imposto requisiti elevatissimi sulle casseforme, quelle utilizzate erano specifiche e progettate appositamente per l'opera in questione. Non si trattava di modelli standard, ma di elementi con la capacità di controllare ogni dettaglio della superficie del calcestruzzo. Per raggiungere una finitura liscia e uniforme, priva di imperfezioni come bolle d'aria o disomogeneità, sono state impiegate casseforme realizzate con legno piallato con precisione o con pannelli rivestiti di materiali non assorbenti, come il melaminico. Questi materiali evitano che l'acqua venga assorbita dal calcestruzzo e impediscono che il materiale aderisca, garantendo un distacco pulito e una superficie omogenea. Anche l'assemblaggio delle casseforme è stato eseguito con la massima precisione. Ogni giunzione è stata sigillata alla perfezione per evitare la fuoriuscita di boiacca di cemento, che avrebbe potuto causare sbavature o alterazioni del colore. I sistemi di fissaggio delle casseforme sono stati progettati per essere estremamente robusti, capaci di resistere alla pressione esercitata dal materiale durante le fasi di getto. Herzog & de Meuron spesso incorporano i segni lasciati dai tiranti come parte integrante dell'estetica del calcestruzzo a vista, trasformando un elemento tecnico in un dettaglio di design. La fase di disarmo, ovvero la rimozione delle casseforme, è stata eseguita con estrema delicatezza e al momento opportuno, per non danneggiare la superficie appena indurita e mantenere intatta la texture desiderata.
La composizione del calcestruzzo, o mix design, è stata studiata non solo per garantire la resistenza, ma anche per le sue proprietà estetiche. Per ottenere la tonalità chiara e neutra, spesso descritta come un "grigio caldo" o "grigio perla", sono stati impiegati:
- Cementi a basso contenuto di ferro: Questi cementi contribuiscono a ottenere una tonalità più chiara rispetto al cemento Portland comune.
- Aggregati selezionati: Sabbie e ghiaie provenienti da un'unica fonte e con una granulometria costante e uniforme sono state usate per evitare variazioni di colore o di texture superficiale.
- Controllo dell'acqua di impasto: L'acqua utilizzata è stata rigorosamente pulita e la sua quantità mantenuta costante, essenziale per prevenire macchie o aloni.

Per assicurare che il calcestruzzo riempisse ogni parte delle casseforme senza lasciare vuoti o bolle d'aria, è stato utilizzato un calcestruzzo ad elevata lavorabilità e fluidità. Ciò ha permesso un getto omogeneo, senza la necessità di eccessive vibrazioni che avrebbero potuto causare segregazioni o nidi di ghiaia. Un rapporto acqua/cemento basso, ottenuto grazie all'uso di additivi superfluidificanti, ha contribuito a creare un calcestruzzo denso, resistente e con una superficie compatta e poco porosa, fondamentale per l'estetica liscia e "fredda" desiderata. Tutti gli additivi sono stati scelti per non alterare il colore finale del calcestruzzo. L'intero processo, dalla selezione delle materie prime al dosaggio e alla miscelazione, è stato sottoposto a un rigoroso controllo qualità per garantire l'uniformità di ogni singolo getto.